# Anna Scharsach (Rose)
Die Rosensorte ‘Anna Scharsach’ ist eine rosafarbene, großblütige Rose, die 1890 von Rudolf Geschwind im slowakischen Karpfen gezüchtet wurde. Die Rosensorte wurde aus der hellrosafarbenen Remontant-Rose ‘Baron Adolphe de Rothschild’ und der Bourbon-Rose ‘Madame Lauriol de Barny’ gezüchtet.

## Ausbildung

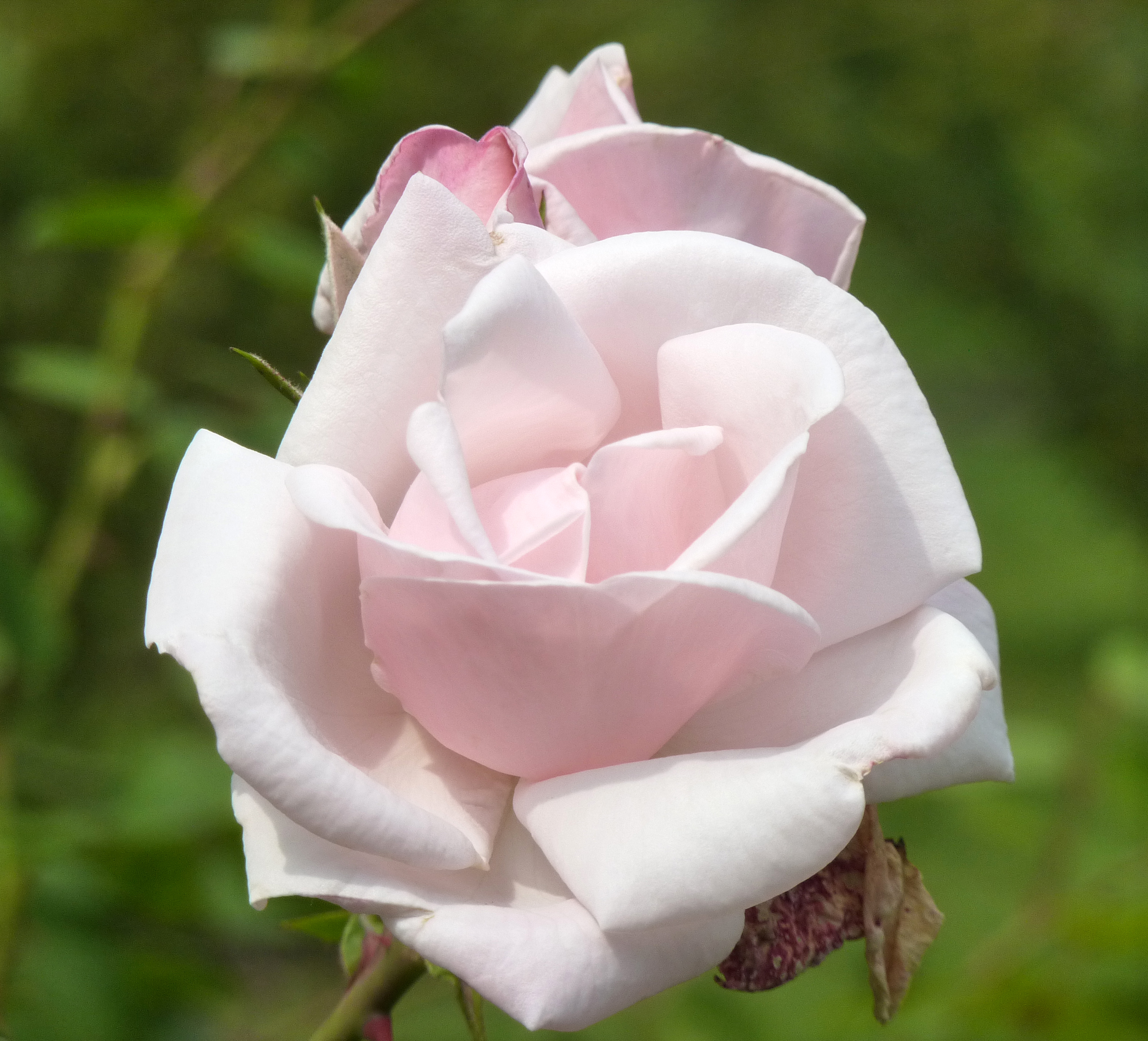
Die aufblühende ‘Anna Scharsach’ auf der Insel Mainau im September

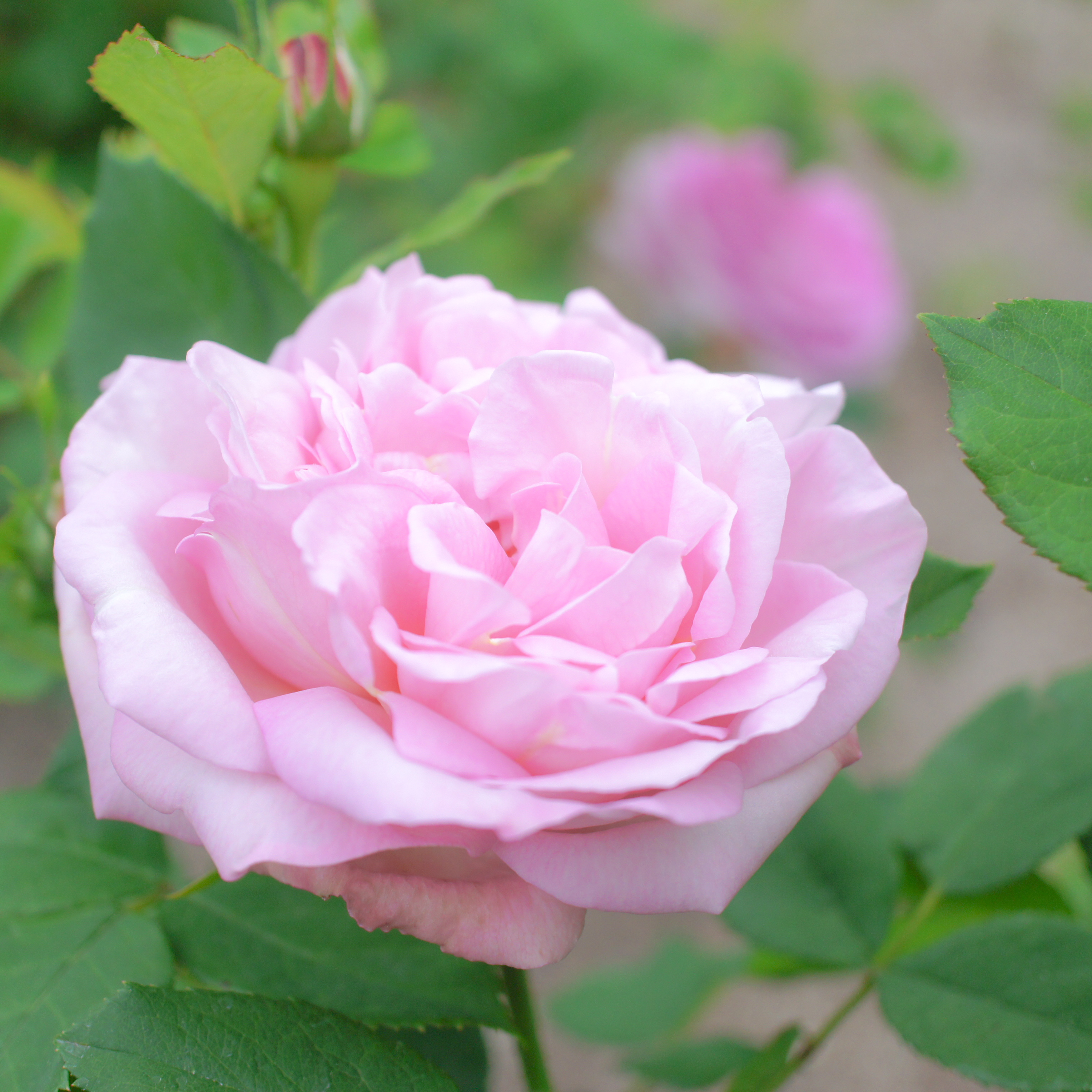
Die vollständig aufgeblühte ‘Anna Scharsach’ im Flower Festival Commemorative Park, in Gifu (Japan)

Die aufrecht wachsende Rose ‘Anna Scharsach’ ist durch einen kräftigen, leicht überhängenden Wuchs ausgezeichnet. Die Rosenpflanze wird etwa 100 bis 150 cm hoch und 100 bis 120 cm breit. Die einzeln oder in Büscheln von bis zu drei Blüten angeordneten, rosafarbenen Blüten mit einer mauve- bis rosalila Blütenmitte werden aus 17 bis 25 Petalen gebildet. Sie formen eine 10 bis 12 cm große, lockergefüllte Rosenblüte aus. Die rundlichen, violettrosagefärbten Rosenknospen mit gefiederten Kelchblättern öffnen sich später zu einer halbgefüllten bis gefüllten, schalenförmigen Blüte, in deren Mitte die goldgelben Staubgefäße sichtbar werden.
Die Rosensorte besitzt mittelgroße, spitz-ovale, fein gezahnte Blätter. Das matte, mittel- bis dunkelgrüne Laub erscheint zunächst hellgrün an langen kräftigen Trieben, die mit wenigen spitzen, großen Stacheln besetzt sind. Die Rosensorte ‘Anna Scharsach’ ist durch einen kräftigen fruchtigen Duft charakterisiert.
Die öfterblühende Rosensorte ist winterhart (USDA-Klimazone 6b bis 9b). Sie blüht im Frühsommer und remontiert kräftig im Spätsommer. Die Rose ist resistent gegenüber den bekannten Rosenkrankheiten.
Die Rose ‘Anna Scharsach’ gedeiht auf durchlässigem bis leicht lehmigem Boden an voll sonnigen Standorten. Sie eignet sich zur Bepflanzung von naturnahen Gärten und Bauerngärten sowie als Mittelgrund von Blumenrabatten. Die Rose wird in der Floristik mitunter als Schnittblume verwendet.
Die Rosensorte wird heute noch in vielen Rosarien und historischen Gartenanlagen, unter anderem im Arboretum Borova hora (Slowakei), im Flower Festival Commemorative Park (Gifu, Japan), im Carla Fineschi Foundation Rosengarten (Toskana), im Bergpark Kassel-Wilhelmshöhe (Hessen), im Rosengarten des Alten Friedhofs Erndtebrück (Nordrhein-Westfalen), im Rosarium im Doblhoffpark (Baden, Österreich), im Rosarium Petrović (Serbien), im  San Jose Heritage Rosengarten sowie im Rosarium The Friends of Vintage Roses (beide in Kalifornien) sowie im Europa-Rosarium Sangerhausen (Sachsen-Anhalt) gezeigt.

## Namensgebung
Die Rose wurde nach Anna Scharsach (1838–1918), der Tochter von Aloisius und Caty Elis Scharsach, einer mit Rudolf Geschwind befreundeten Familie aus Bistritz (Siebenbürgen) benannt. Nach Anna Scharsachs Schwester Cäcilie wurde bereits 1887 eine von Rudolf Geschwind gezüchtete Rose – Cäcilie Scharsach – benannt.